# Campionati mondiali di tiro a volo 2009
I campionati mondiali di tiro 2009 furono la trentatreesima edizione dei campionati mondiali di questo sport e si disputarono a Maribor dal 6 al 17 agosto.

## Risultati

### Uomini

#### Fossa olimpica
| Evento      | Oro                                                      | Oro       | Argento                                               | Argento   | Bronzo                                             | Bronzo    |
| Evento      | Atleta                                                   | Risultato | Atleta                                                | Risultato | Atleta                                             | Risultato |
| Individuale | Marián Kovačócy                                          | 146       | Massimo Fabbrizi                                      | 145+1     | Oğuzhan Tüzün                                      | 145+0     |
| A squadre   | Italia Massimo Fabbrizi Giovanni Pellielo Erminio Frasca | 362       | Slovacchia Marián Kovačócy Erik Varga Mario Filipovic | 361       | Rep. Ceca David Kostelecký Robin Danek Jiří Lipták | 361       |

#### Double trap
| Evento      | Oro                                                     | Oro       | Argento                                                       | Argento   | Bronzo                                                  | Bronzo    |
| Evento      | Atleta                                                  | Risultato | Atleta                                                        | Risultato | Atleta                                                  | Risultato |
| Individuale | Francesco D'Aniello                                     | 190       | Jeffrey Holguin                                               | 186+2     | Wang Nan                                                | 186+0     |
| A squadre   | Stati Uniti Jeffrey Holguin Joshua Richmond Glenn Eller | 430       | Italia Daniele Di Spigno Francesco D'Aniello Claudio Franzoni | 421       | Gran Bretagna Steven Scott Richard Faulds Stevan Walton | 418       |

#### Skeet
| Evento      | Oro                                                       | Oro       | Argento                                                    | Argento   | Bronzo                                                 | Bronzo    |
| Evento      | Atleta                                                    | Risultato | Atleta                                                     | Risultato | Atleta                                                 | Risultato |
| Individuale | Vincent Hancock                                           | 149       | Georgios Achilleos                                         | 148       | Ennio Falco                                            | 147       |
| A squadre   | Stati Uniti Vincent Hancock Frank Thompson Shawn Dulohery | 366 (RM)  | Finlandia Marko Kemppainen Heikki Meriluoto Lauri Leskinen | 361       | Danimarca Anders Golding Jasper Hansen Michael Nielsen | 361       |

### Donne

#### Fossa olimpica
| Evento      | Oro                                                  | Oro       | Argento                                                     | Argento   | Bronzo                                                          | Bronzo    |
| Evento      | Atleta                                               | Risultato | Atleta                                                      | Risultato | Atleta                                                          | Risultato |
| Individuale | Jessica Rossi                                        | 92        | Irina Laricheva                                             | 90        | Satu Mäkelä-Nummela                                             | 89        |
| A squadre   | Italia Deborah Gelisio Giulia Iannotti Jessica Rossi | 211       | Gran Bretagna Shona Marshall Charlotte Kerwood Abbey Burton | 207       | San Marino Alessandra Perilli Daniela Del Din Francesca Spadoni | 204       |

#### Skeet
| Evento      | Oro                                                     | Oro       | Argento                                               | Argento   | Bronzo                                                    | Bronzo    |
| Evento      | Atleta                                                  | Risultato | Atleta                                                | Risultato | Atleta                                                    | Risultato |
| Individuale | Christine Brinker                                       | 95        | Sutiya Jiewchaloemmit                                 | 94        | Katiuscia Spada                                           | 93        |
| A squadre   | Russia Olga Panarina Svetlana Demina Nadezda Konovalova | 211       | Italia Chiara Cainero Katiuscia Spada Cristina Vitali | 209       | Slovacchia Danka Barteková Lenka Bartekova Monika Zemkova | 204       |

## Risultati juniores

### Uomini

#### Fossa olimpica
| Evento      | Oro                                                      | Oro       | Argento                                                     | Argento   | Bronzo                                                                            | Bronzo    |
| Evento      | Atleta                                                   | Risultato | Atleta                                                      | Risultato | Atleta                                                                            | Risultato |
| Individuale | Valerio Grazini                                          | 122       | Paco Machado                                                | 121       | Daniel Wiesemann                                                                  | 120       |
| A squadre   | Italia Valerio Grazini Federico Fanali Giulio Fioravanti | 354       | Stati Uniti Jacob Turner Collin Craig Wietfeldt Seth Politi | 347       | Portogallo Pedro Jorge Nunes Parreira Paulo Jorge Diogo Rosario José Sousa Campos | 346       |

#### Doubletrap
| Evento      | Oro                                                          | Oro       | Argento                                                    | Argento   | Bronzo                                                     | Bronzo    |
| Evento      | Atleta                                                       | Risultato | Atleta                                                     | Risultato | Atleta                                                     | Risultato |
| Individuale | Vladimir Miroshnichenko                                      | 143       | Davide Gasparini                                           | 139+5     | Alessandro Chianese                                        | 139+4     |
| A squadre   | Russia Artem Nekrasov Maksim Lazarev Vladimir Miroshnichenko | 413       | Stati Uniti William Crawford Derek Haldeman Bryce Gearhart | 407       | Italia Alessandro Chianese Davide Gasparini Marco Vannucci | 402       |

#### Skeet
| Evento      | Oro                                                 | Oro       | Argento                                                      | Argento   | Bronzo                                                 | Bronzo    |
| Evento      | Atleta                                              | Risultato | Atleta                                                       | Risultato | Atleta                                                 | Risultato |
| Individuale | Milos Slavicek                                      | 122       | Marcus Svensson                                              | 121+4     | Angelo Moscariello                                     | 121+3     |
| A squadre   | Rep. Ceca Milos Slavicek Jakub Tomecek Jakub Novota | 353       | Stati Uniti Wilfred Blanchard III Chris E. Haver Jon McGrath | 349       | Svezia Marcus Svensson Stefan Nilsson Robin Gustafsson | 348       |

### Donne

#### Fossa olimpica
| Evento      | Oro                               | Oro       | Argento                                                | Argento   | Bronzo                                                         | Bronzo    |
| Evento      | Atleta                            | Risultato | Atleta                                                 | Risultato | Atleta                                                         | Risultato |
| Individuale | Qi Qiuwen                         | 69        | Xu Tian                                                | 68+1      | Rachel Yardy                                                   | 68+0      |
| A squadre   | Cina Qi Qiuwen Xu Tian Wang Yajun | 202 (RM)  | Spagna Aitana Diaz Eva Maria Clemente Karina Cantarero | 186       | Stati Uniti Molly Bender Brandi Elizabeth Hobbs Kayle Browning | 185       |

#### Skeet
| Evento      | Oro                                                       | Oro       | Argento                                                     | Argento   | Bronzo                                                            | Bronzo    |
| Evento      | Atleta                                                    | Risultato | Atleta                                                      | Risultato | Atleta                                                            | Risultato |
| Individuale | Therese Lundqvist                                         | 74 (RM)   | Amber English                                               | 71        | Natalia Panas                                                     | 69        |
| A squadre   | Stati Uniti Amber English Alexander Chiang Caitlin Connor | 204 (RM)  | Russia Nataliya Panas Maria Meleshchenko Svetlana Naznamova | 192       | Polonia Aleksandra Jarmolinska Agnieszka Sieracka Natalia Szamrej | 191       |

## Medagliere
Nazione ospitante
| Posiz. | Nazione       | Oro | Argento | Bronzo | Totale |
| ------ | ------------- | --- | ------- | ------ | ------ |
| 1      | Italia        | 4   | 3       | 2      | 9      |
| 2      | Stati Uniti   | 3   | 1       | 0      | 4      |
| 3      | Slovacchia    | 1   | 1       | 1      | 3      |
| 4      | Russia        | 1   | 1       | 0      | 2      |
| 5      | Germania      | 1   | 0       | 0      | 1      |
| 6      | Finlandia     | 0   | 1       | 1      | 2      |
| 6      | Gran Bretagna | 0   | 1       | 1      | 2      |
| 8      | Cipro         | 0   | 1       | 0      | 1      |
| 8      | Thailandia    | 0   | 1       | 0      | 1      |
| 10     | Cina          | 0   | 0       | 1      | 1      |
| 10     | Danimarca     | 0   | 0       | 1      | 1      |
| 10     | San Marino    | 0   | 0       | 1      | 1      |
| 10     | Rep. Ceca     | 0   | 0       | 1      | 1      |
| 10     | Turchia       | 0   | 0       | 1      | 1      |

## Medagliere juniores
Nazione ospitante
| Posiz. | Nazione       | Oro | Argento | Bronzo | Totale |
| ------ | ------------- | --- | ------- | ------ | ------ |
| 1      | Italia        | 2   | 1       | 3      | 6      |
| 2      | Russia        | 2   | 1       | 1      | 4      |
| 2      | Cina          | 2   | 1       | 1      | 4      |
| 4      | Rep. Ceca     | 2   | 0       | 0      | 2      |
| 5      | Stati Uniti   | 1   | 4       | 1      | 6      |
| 6      | Svezia        | 1   | 1       | 1      | 3      |
| 7      | Spagna        | 0   | 2       | 0      | 2      |
| 8      | Germania      | 0   | 0       | 1      | 1      |
| 8      | Gran Bretagna | 0   | 0       | 1      | 1      |
| 8      | Portogallo    | 0   | 0       | 1      | 1      |
| 8      | Polonia       | 0   | 0       | 1      | 1      |